# Ophiomusium eburneum
Ophiomusium eburneum is een slangster uit de familie Ophiolepididae.
De wetenschappelijke naam van de soort werd in 1869 gepubliceerd door Theodore Lyman.